# موندرف
موندرف (به فرانسوی: Mondorff) یک کمون در فرانسه است که در Canton of Cattenom واقع شده‌است.

## خصوصیات
موندرف ۳٫۸۴ کیلومترمربع مساحت و ۴۴۶ نفر جمعیت دارد و ۱۹۲ متر بالاتر از سطح دریا واقع شده‌است.